# Bureau du procureur militaire
Le procureur militaire d'Ukraine (en ukrainien : Військова прокуратура України) est une subdivision structurelle du bureau du procureur général d'Ukraine, dirigé par le procureur général adjoint d'Ukraine - le procureur militaire en chef.

## Objectifs
Elle a supervisé la mise en œuvre des lois dans les Forces armées ukrainiennes, le Service national des frontières de l'Ukraine, la Garde nationale ukrainienne, le Service de la loi et de l'ordre militaires des Forces armées ukrainiennes, le SBU et d'autres formations militaires en 1991-2012 et 2014-2020. Le 19 septembre 2019, la Rada d'Ukraine a adopté une loi qui met en veille le bureau militaire ; la nouvelle loi de 2020 donne au procureur général le droit de créer des parquets spécialisés sous l'autorité du une subdivision structurelle du Parquet général, des parquets régionaux ou de district, si nécessaire.

## Procureurs
- 11 septembre 2019 - 4 janvier 2020 : Viktor Tchoumak.
- 26 juin 2014 — 2 septembre 2019 : Anatoli Matios.